# Frank Amyot
Frank Amyot (Thornhill, 14 settembre 1904 – Ottawa, 21 novembre 1962) è stato un canoista canadese.
Ha vinto una medaglia d'oro nel C1 1000 m ai Giochi olimpici di Berlino 1936.

## Palmarès
- Olimpiadi
  - Berlino 1936: oro nel C1 1000 m.